# Desa Wringinanom (administrativ by i Indonesien, lat -8,01, long 111,51)
Desa Wringinanom är en administrativ by i Indonesien.   Den ligger i provinsen Jawa Timur, i den västra delen av landet, 500 km öster om huvudstaden Jakarta.